# NRP Afonso de Albuquerque (1934)
NRP Afonso de Albuquerque – portugalski okręt klasy awizo kolonialne, z okresu II wojny światowej i powojennego, później klasyfikowany jako fregata. Pierwsza z dwóch jednostek typu Afonso de Albuquerque, przeznaczonych do służby w koloniach, będących największymi okrętami marynarki portugalskiej tego okresu. Został zniszczony 18 grudnia 1961 roku przez okręty indyjskie podczas aneksji Goa. Po wojnie nosił numer burtowy F470.

## Historia
Okręty typu Afonso de Albuquerque zaprojektowano specjalnie dla pełnienia służby w portugalskich koloniach, były one klasyfikowane oryginalnie jako awizo kolonialne 1 klasy (port. aviso colonial de 1ª classe). Zostały zamówione w ramach programu rozbudowy marynarki z 1930 roku, jako większy typ awiza kolonialnego, stanowiący zarazem największe okręty marynarki Portugalii tego okresu. Początkowo zamówienie złożono we włoskiej stoczni OTO, lecz następnie zamówienie to anulowano i budowę zlecono brytyjskiej stoczni Hawthorn Leslie nad rzeką Tyne, według jej projektu.
Stępkę pod budowę pierwszego okrętu, który otrzymał imię NRP „Afonso de Albuquerque” od portugalskiego odkrywcy i wicekróla Indii, położono 24 maja 1933 roku. Kadłub wodowano 28 maja 1934 roku, a okręt wszedł do służby 31 stycznia 1935 roku.

## Skrócony opis
Okręty miały podniesiony pokład dziobowy na około 2/3 długości kadłuba. Uzbrojenie główne umieszczone było na dziobie i rufie w superpozycji. Sylwetka charakteryzowała się rozbudowaną nadbudówką dziobową, dwoma masywnymi masztami trójnożnymi i jednym pochylonym kominem. Wyporność standardowa okrętu wynosiła 1788 ton, a pełna 2480 ton. Miał długość całkowitą 103,17 m, na linii wodnej 99,6 m, szerokość 13,49 m, a zanurzenie 3,83 m.
Uzbrojenie artyleryjskie stanowiły cztery działa kalibru 120 mm Vickers-Armstrong Mk. G o długości lufy 50 kalibrów (L/50), umieszczone w pojedynczych stanowiskach z maskami ochronnymi. Uzbrojenie przeciwlotnicze stanowiły dwie armaty 76 mm L/50 i początkowo cztery działka automatyczne 40 mm L/39. Ponadto okręt posiadały dwie zrzutnie bomb głębinowych i miał możliwość zabrania 40 min. Początkowo miał możliwość przenoszenia lekkiego wodnosamolotu rozpoznawczego, który był stawiany dźwigiem na wodzie, lecz wyposażenie lotnicze nie zdało egzaminu i zostało zdemontowane wkrótce po wejściu do służby.
Przed końcem II wojny światowej działka 40 mm zostały zastąpione przez osiem działek automatycznych 20 mm, dodano też cztery miotacze bomb głębinowych.
Napęd stanowiły dwa zespoły turbin parowych systemu Parsonsa z przekładniami, o mocy łącznej 8000 KM, do których parę dostarczały dwa kotły. Siłownia napędzała dwie śruby, a prędkość maksymalna wynosiła 21 węzłów . Okręt zabierał 870 ton paliwa płynnego, co pozwalało na uzyskanie dużego zasięgu 10 000 Mm przy prędkości 10 w .

## Służba

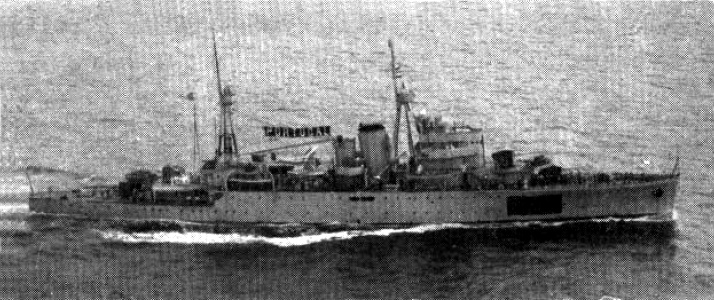
„Afonso de Albuquerque” z oznaczeniami neutralności podczas II wojny światowej. Na śródokręciu słabo widoczny wodnosamolot.

Po wejściu do służby „Afonso de Albuquerque” zgodnie ze swoim przeznaczeniem działał na wodach metropolii i kolonii portugalskich. Po wybuchu wojny domowej w Hiszpanii, w sierpniu 1936 roku okręt ewakuował uchodźców z portów śródziemnomorskich. 8 września 1936 roku marynarze „Afonso de Albuquerque” i niszczyciela „Dão” zbuntowali się w Lizbonie, chcąc dołączyć z okrętami do komunizujących marynarzy Republiki Hiszpańskiej, lecz bunt został stłumiony.
Podczas II wojny światowej Portugalia była neutralna, stąd „Afonso de Albuquerque” nie uczestniczył w działaniach bojowych . 28 listopada 1942 roku uratował 194 rozbitków, w tym 130 włoskich jeńców wojennych, ze statku „Nova Scotia” storpedowanego koło Lourenço Marques u wybrzeży Mozambiku przez niemiecki okręt podwodny U-177. Po wojnie kontynuował służbę w marynarce Portugalii, przeklasyfikowany na fregatę. Otrzymał NATO-wski numer burtowy F470.
W 1961 roku NRP „Afonso de Albuquerque” stacjonował wraz z dwoma kutrami patrolowymi w portugalskich terytoriach zamorskich – enklawach na terenie Indii. 18 grudnia 1961 roku rząd Indii rozpoczął operację zbrojnej aneksji Indii Portugalskich. „Afonso de Albuquerque” przebywał wówczas w porcie Marmagao, ostrzeliwując indyjskie samoloty. Na pobliskiej wyspie Anjediva koło Karwaru marynarka indyjska wysadziła rano tego dnia desant. Dla jego ubezpieczenia, pod Marmagao zostały skierowane indyjskie fregaty INS „Betwa”, „Beas” i slup „Cauvery”. „Afonso de Albuquerque” wyszedł z portu, po czym z odległości ok. 8000 m wdał się w pojedynek artyleryjski z nowocześniejszymi fregatami, posiadającymi artylerię kierowaną radarowo. Wkrótce został trafiony kilkunastoma pociskami, stracił prędkość oraz zaczął nabierać wody, po czym dowódca rozkazał osadzić uszkodzony okręt na brzegu. Uznaje się potocznie w literaturze, że został wówczas zatopiony, lecz z relacji wynika, że został później odholowany przez zdobywców do Mumbaju. Marynarka indyjska rozważała remont okrętu, lecz został on uznany za nieopłacalny i pod koniec 1965 roku został sprzedany na złom.